# Rosnička vietnamská
Rosnička vietnamská (Hyla simplex), známá i jako rosnička annamská a ropucha jihočínská, je druh žáby z rodu rosniček (Hyla) z čeledi rosničkovitých (Hylidae).

## Popis
Samci rosniček vietnamských dosahují v dospělosti délky asi 3,7 cm (1,5 palce). Samičky jsou o něco větší, dorůstají do délky, bráno od čenichu po konec zad, 4 cm (1,6 palce). Pulci mohou být dlouzí až 3,2 cm.

## Výskyt
Rosnička vietnamská žije v Číně, Vietnamu a Laosu. Rosničky vietnamské z ostrova Chaj-nan jsou většinou pokládány za poddruh jménem rosnička hainanská (Hyla simplex hainanensis).
Jedná se o běžný druh stromové žáby. Obývá bambusové lesy a křoviny horských oblastí. K páření dochází v jezerech, rybnících, nebo také na rýžových polích.

## Ohrožení
Podle Červeného seznamu IUNC se v současné době jedná o málo dotčený taxon. Tito drobní obojživelníci jsou však potenciálně ohroženi ztrátou přirozeného životního prostředí způsobenou kácením lesů.